# Polpotismo
Polpotismo (también llamado Pol-Potismo o Polpotiano) es una supuesta doctrina concebida por Pol Pot sobre la base del chovinismo. Pol Pot se consideraba comunista y describió al Partido Comunista de Kampuchea como defensor de un "punto de vista marxista-leninista" adaptado a las condiciones camboyanas.
Según Khieu Samphan -una figura clave en los Jemeres Rojos- el concepto clave era "cero para él, cero para ti, esto es comunismo", en una sociedad donde todas las cosas son propiedad del estado y ningún individuo posee nada, todo sería de todos.
Pol Pot fue utilizado como propaganda contra el marxismo-leninismo con su supuesta creencia en una sociedad agraria "socialista" completamente autosuficiente, totalmente libre de toda influencia extranjera. Las obras de Mao Zedong, especialmente Nueva Democracia, y Iósif Stalin, sería una influencia vital en Pol Pot.
Al reinterpretar el papel revolucionario de las clases y cuestionar un supuesto enfoque "marxista" del proletariado, el "polpotismo" abraza la idea de una alianza revolucionaria entre el campesinado y los intelectuales, idea que vincula brevemente con la lectura de Pol Pot del socialista Piotr Kropotkin mientras estaba en París. Para Pol Pot, los campesinos podrían desarrollar una conciencia proletaria como efecto de la educación masiva del Partido Comunista de Kampuchea.
Un elemento diferenciador del polpotismo con otras corrientes es el "énfasis monástico en la disciplina" con "la destrucción sistemática del individuo" como "marca registrada", como explica Short. Pol Pot y los Jemeres Rojos creían que para aplastar la actitud individualista, que consideraban endémica en la sociedad camboyana, era necesaria la coerción para asegurar la creación de un estado colectivizado. Short señala que la opinión doctrinal era que "siempre es mejor ir demasiado lejos que no lo suficiente" para desencadenar los abusos cometidos durante el régimen de los Jemeres Rojos. Dentro del Partido, el hambre, la falta de sueño y las largas horas de trabajo se utilizaron en los campos de entrenamiento para aumentar la presión física y mental y hacer posible el adoctrinamiento. Short comentaría que "ningún otro partido comunista" en la historia ha ido "tan lejos en sus intentos de remodelar directamente las mentes de sus miembros".

## Usos
Este término ha sido usado para describir facciones radicales dentro del comunismo, como Sendero Luminoso que se asemejo por temas doctrinales al régimen de los Jemeres Rojos. También ha sido usado dentro de la izquierda para hablar de un comunismo destructivo o muy radical, como Fidel Castro en un discurso:
Búsquese en la historia del movimiento revolucionario, y se verá más de una vez la conexión entre el imperialismo y quienes asumen posiciones aparentemente extremistas de izquierda. Pol Pot y Ieng Sary, genocidas de Kampuchea, ¿no son hoy los más fieles aliados del imperialismo yanki en el sudeste de Asia? Nosotros, en Cuba, desde que surgió la crisis en Granada, al grupo de Coard, por llamarlo de algún modo, lo llamábamos el «grupo polpotiano».